# Józef Kijowski
Józef Kijowski (ur. 17 sierpnia 1923 w Miesiącach, zm. 18 lipca 1983) – polski polityk ruchu ludowego i ekonomista, poseł na Sejm PRL VI, VII i VIII kadencji.

## Życiorys
Urodził się 17 sierpnia 1923 w Miesiącach k. Garbowa na Lubelszczyźnie jako syn Stanisława i Feliksy. Uczestniczył w kampanii wrześniowej od 1 do 25 września 1939, sfałszował datę urodzenia, żeby się dostać do wojska. W 1944 wstąpił do Wojska Polskiego wraz z oddziałem Batalionów Chłopskich „Szarugi”. Brał udział w szturmie na Wał Pomorski i na Berlin, ranny pod Kołobrzegiem. Represjonowany w czasach stalinowskich.
Po zakończeniu działań wojennych, jako oficer WP, brał do marca 1946 udział w walkach z oddziałami Ukraińskiej Powstańczej Armii na południowej Lubelszczyźnie. Według informacji opublikowanych przez Instytut Pamięci Narodowej jego oddział miał zabezpieczać państwowe akcje polityczne i gospodarcze.
W 1946 przystąpił do Stronnictwa Ludowego. Działał w spółdzielczości wiejskiej (od połowy 1948 do końca 1956 był kierownikiem działu i wykładowcą w Centralnej Rolniczej Spółdzielni „Samopomoc Chłopska” w Warszawie, od grudnia 1956 do połowy 1965 pełnił funkcję sekretarza Zarządu Głównego Związku Zawodowego Pracowników Handlu i Spółdzielczości). Od połowy 1965 do grudnia 1971 był prezesem zarządu Ogólnokrajowej Spółdzielni Turystycznej „Gromada”. Od grudnia był przewodniczącym Rady Głównej Ludowych Zespołów Sportowych. Został absolwentem Wydziału Handlu Szkoły Głównej Planowania i Statystyki. W 1967 został doktorem nauk ekonomicznych na Wydziale Finansów tej uczelni.
Zasiadał także w radach narodowych. Przewodniczył Wojewódzkiej Radzie Narodowej w Olsztynie od 1980 do 1981. Działał w Zjednoczonym Stronnictwie Ludowym. Od marca 1969 do kwietnia 1973 był zastępcą członka Naczelnego Komitetu, następnie został jego członkiem. Od listopada 1981 do 1983 zasiadał w prezydium NK, od listopada 1981 do lipca 1983 był jego sekretarzem. Ponadto od grudnia 1971 do października 1981 był prezesem Wojewódzkiego Komitetu ZSL w Olsztynie. W 1972 uzyskał mandat posła w okręgu Bartoszyce. W Sejmie zasiadał do końca życia (w 1976 i 1980 uzyskiwał reelekcję w okręgu Olsztyn). W Sejmie VIII kadencji był wiceprzewodniczącym Klubu Poselskiego ZSL. Od 1981 zasiadał w prezydium Naczelnego Komitetu ZSL jako jego sekretarz. Pełnił funkcję wiceprezesa Wojewódzkiego Komitetu Frontu Jedności Narodu oraz wiceprzewodniczącego zarządu wojewódzkiego Towarzystwa Przyjaźni Polsko-Radzieckiej w Olsztynie.
Zmarł 18 lipca 1983. Został pochowany na Powązkach Wojskowych w Warszawie (kwatera A32-tuje-21(20)). Ojciec Janusza i Jerzego, dziadek Mateusza i Julii.

## Odznaczenia
- Krzyż Komandorski Orderu Odrodzenia Polski[2]
- Krzyż Kawalerski Orderu Odrodzenia Polski[2]
- Złoty Krzyż Zasługi[2]
- Srebrny Krzyż Zasługi[2]
- Krzyż Partyzancki[2]
- Krzyż Walecznych[2]
- Srebrny Medal „Zasłużonym na Polu Chwały”[2]
- Medal 10-lecia Polski Ludowej (1955)[7]